# تومي ويرتانين
تومي ويرتانين (بالفنلندية: Tommy Wirtanen)‏ (19 يناير 1983 بماريهامن في فنلندا - ) هو لاعب كرة قدم فنلندي في مركز الوسط. لعب مع نادي أوربرو ونادي ماريهامن.

## وصلات خارجية
- تومي ويرتانين على موقع الاتحاد الأوربي (الإنجليزية)
- تومي ويرتانين على موقع اتحاد السويد (السويدية)
- تومي ويرتانين على موقع قاعدة بيانات كرة القدم.إي يو (الإنجليزية)
- تومي ويرتانين على موقع Soccerway.com (الإنجليزية)